# Environnement en mode texte
 (février 2009).
Si vous disposez d'ouvrages ou d'articles de référence ou si vous connaissez des sites web de qualité traitant du thème abordé ici, merci de compléter l'article en donnant les références utiles à sa vérifiabilité et en les liant à la section « Notes et références ».
Ne doit pas être confondu avec Mode texte.
Un environnement en mode texte (TUI, de l'anglais « Text User Interface », « Textual User Interface » ou encore «Terminal User Interface » est un rétronyme introduit dans le jargon informatique après l'invention des environnements graphiques pour se distinguer des interfaces en ligne de commande. Ce type d'interface utilisateur occupe la totalité de l'écran comme les interfaces graphiques, et n'est donc pas limité au traitement ligne par ligne comme les CLI. 
La navigation sur l'écran (ou le mouvement vers une ligne de données affichée ) s'effectue par des mouvements de curseur. L'emploi de caractères semi-graphiques permet de dessiner des limites de colonne ou les bords d'un tableau, de souligner ou de faire clignoter le caractère actif (celui sur lequel se trouve le curseur). 
Ce type d'environnement s'avère très utile pour le développement d'applications sans besoins graphiques. Il est très économe en ressource mémoire (RAM).
De nombreuses bibliothèques logicielles permettent le développement de telles interfaces utilisateur, sur différentes plates-formes.

## Exemples de bibliothèques
- Ncurses
- GNU Guile-Ncurses
- Newt (librairie) (en) : bibliothèque pour la conception de fenêtres en mode texte; elle est basée sur une autre librairie : Slang (librairie) (en).
- Turbo Vision